# ゴンサロ・ビジャール・デル・フライレ
ゴンサロ・ビジャール・デル・フライレ（Gonzalo Villar del Fraile, 1998年3月23日 - ）は、スペイン・ムルシア州ムルシア出身のサッカー選手。グラナダCF所属。ポジションはミッドフィールダー。

## クラブ経歴
ムルシア出身でエルチェCFのユースチームに加入した。2015年1月4日、16歳の時にBチームでセグンダ・ディビシオンBのUEサン・アンドレウ戦に途中出場してプロデビューを果たした。
2015年8月25日、バレンシアCFに17万5000ユーロの移籍金で移籍し、ユースチームに加入した。2017-18シーズンの前に、バレンシアCF・メスタージャに昇格し、リュボスラフ・ペネフ監督の下でレギュラーとなった。
2018年7月9日、エルチェに復帰した。バレンシアは将来移籍した際の移籍金の80パーセントを得る権利を有している。8月18日、グラナダCF戦でエルチェでのトップチームデビューを果たした。
2020年1月30日、ASローマに移籍した。契約期間は2024年6月まで、移籍金は400万ユーロ。2020-21シーズンには、パウロ・フォンセカ監督の下で公式戦47試合に出場した。しかし、ジョゼ・モウリーニョ監督が就任した2021-22シーズンは、守備の強度やダイレクト志向の強いスタイルに順応できずに出場機会を減らし、UEFAヨーロッパカンファレンスリーグでは予選を含め6試合に出場したものの、セリエAでは出場機会は無かった。
2022年1月14日、ヘタフェCFにシーズン終了までのレンタルで移籍した。
ヘタフェではリーグ戦10試合に出場して保有権を持つローマに戻るがモウリーニョの構想外であることには変わらず、8月8日にUCサンプドリアにレンタル移籍することが発表された。しかし、サンプドリアの賃金未払いの影響で予定よりも早くレンタルを打ち切り、昨シーズンにも所属したヘタフェに期限付き移籍した。この契約には一定の条件を満たすと買取義務が発生する条項も含まれていた。ヘタフェに合流した後、17日のインタビューでモウリーニョについて聞かれた際に「彼のことについては話したくない。黙っている方がいい。（モウリーニョがローマの監督に就任したことで）ローマでの挑戦は短くなってしまい、一転して厳しい立場に立たされることになったんだ。」と非難した。
2023年8月4日、4年契約でグラナダCFへ完全移籍をした。

## 代表経歴
EURO2020に向けたスペイン代表はテストマッチとして、2021年6月8日にリトアニア代表戦を予定していたが、セルヒオ・ブスケツが新型コロナウイルスの陽性反応が検出されたことにより、U-21スペイン代表が急遽リトアニア代表戦に臨むことになった。U-21代表の招集されていたビジャールは、リトアニア戦に出場したが、この試合は国際Aマッチとして扱われるため、この試合がA代表デビュー戦となった。その後、EURO2020のスペイン代表の予備メンバーに招集された。